# إدوارد غيرهارد
إدوارد غيرهارد (بالألمانية: Eduard Gerhardt)‏ هو مصمم ليثوغراف ورسام ألماني، ولد في 1812 في إرفورت في ألمانيا، وتوفي في 1888 في ميونخ في ألمانيا.